# Dolmen et allée couverte de Kergüntuil
Le dolmen et l'allée couverte de Kergüntuil (ou Kergünteil) sont deux édifices mégalithiques séparés d'une centaine de mètres situés sur la commune de Trégastel, dans le département des Côtes-d'Armor.

## Le site
Le dolmen est situé à un peu plus de 100 m au nord-ouest de l'allée couverte. Dans le Dictionnaire archéologique de la Gaule, Gaston de La Chenelière mentionne qu'il existait un menhir situé entre le dolmen et l'allée couverte (hauteur 2,30 m, largeur 1,15 m et épaisseur 0,30 m). Dès le milieu du XXe siècle, ce menhir avait disparu.
L'ensemble est classé au titre des monuments historiques par arrêté du 8 août 1948.

## Dolmen
Le dolmen se compose de trois orthostates et d'une table de couverture. Il est difficile de le caractériser son architecture car l'édifice a servi d'habitation puis d'étable. Il est adossé à un talus qui correspond peut-être aux restes du tumulus d'origine. 

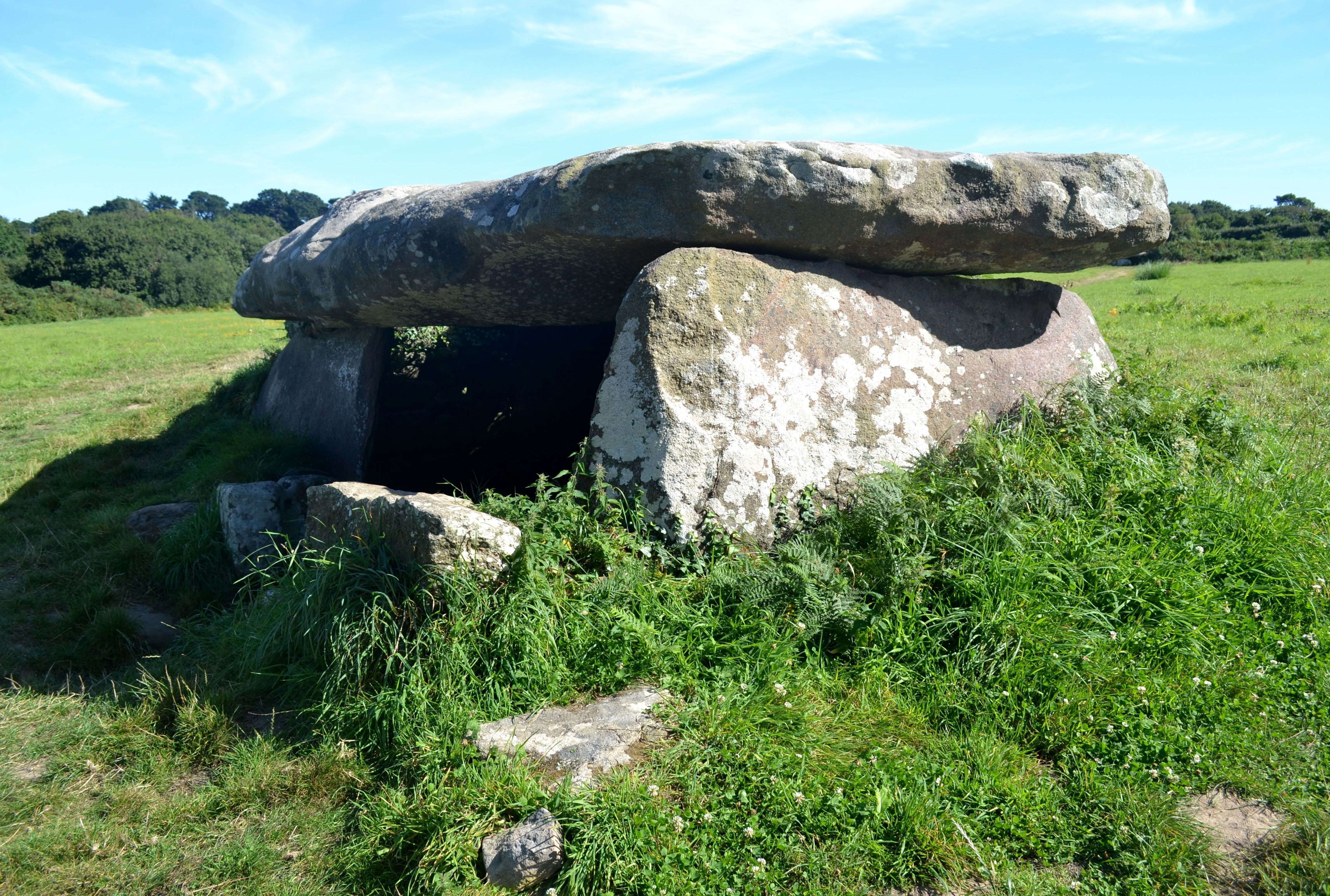
Le dolmen.

La table de couverture mesure 5,75 m de long, 3,55 m de large et 0,75 m d'épaisseur. L'orthostate du côté nord mesure 2 m de haut, 1,50 m de large et 0,20 m d'épaisseur. Il se poursuit à l'ouest par un muret en pierre sèche qui ne semble pas d'origine. L'orthostate côté ouest est de forme légèrement bombée. Il mesure 2,55 m de large sur 2,305 m de hauteur pour une épaisseur comprise entre 0,40 m à la base et 0,30 m au sommet. L'orthostate sud est adossé au talus. Il mesure 2,50 m de large, 2,40 m de hauteur pour 0,35 m d'épaisseur. La chambre interne mesure 5 m de longueur sur 3 m de largeur pour une hauteur sous dalle de 2 m.
Un muret en pierres sèches taillées, percés de deux niches intérieures, relie les côtés nord et sud côté est. Il correspond à un aménagement moderne du dolmen lorsqu'il fut réutilisé. Selon la tradition, l'édifice abritait une fileuse qui lançait son fuseau extrêmement loin et accomplissait un ouvrage surhumain.

## Allée couverte
Le monument a été fouillé et a fait l'objet d'une restauration assez hasardeuse, par la mairie de Trégastel en 1939 avec l'aide de la population.

### Architecture
En l'état, il est ainsi impossible de savoir de quel côté se situait l'entrée même s'il est probable qu'elle se trouvait au sud-est.
L'allée couverte mesure 8,50 m de long sur 1,40 m de large côté est et 1,75 m côté ouest. Sa hauteur varie entre 1 m et 1,20 m. Elle est orientée est-sud-est-ouest-nord-ouest. Elle comporte six orthostates côté nord et sept côté sud, ainsi que deux dalles de chevet (une à l'ouest, une à l'est). Côté sud, l'allée est adossée à un talus. Quatre tables de couverture recouvrent l'ensemble. La plus grande mesure 3,30 m de long sur 1,95 m de large et 0,50 m d'épaisseur ; la plus petite 1,30 m de long par 1,10 m de large et 0,40 m d'épaisseur.

### Décoration
« La décoration de cette sépulture est l'une des plus riches du Néolithique final armoricain » (vers −2 500). Plusieurs orthostates du côté nord comportent des décorations côté intérieur de la chambre. Pour les besoins de la description, ils sont numérotés de 1 à 6 d'est en ouest. Le pilier no 4 est orné de six paires de seins en relief, à peu près alignées et complétées chacune par un collier piqueté en creux. Le pourtour des seins a été poli. Cette frise se prolonge sur le pilier no 5 avec deux paires de seins mais ici une seule paire est soulignée par un collier. Chaque sein est à peu près hémisphérique avec un diamètre d'environ 5 cm.

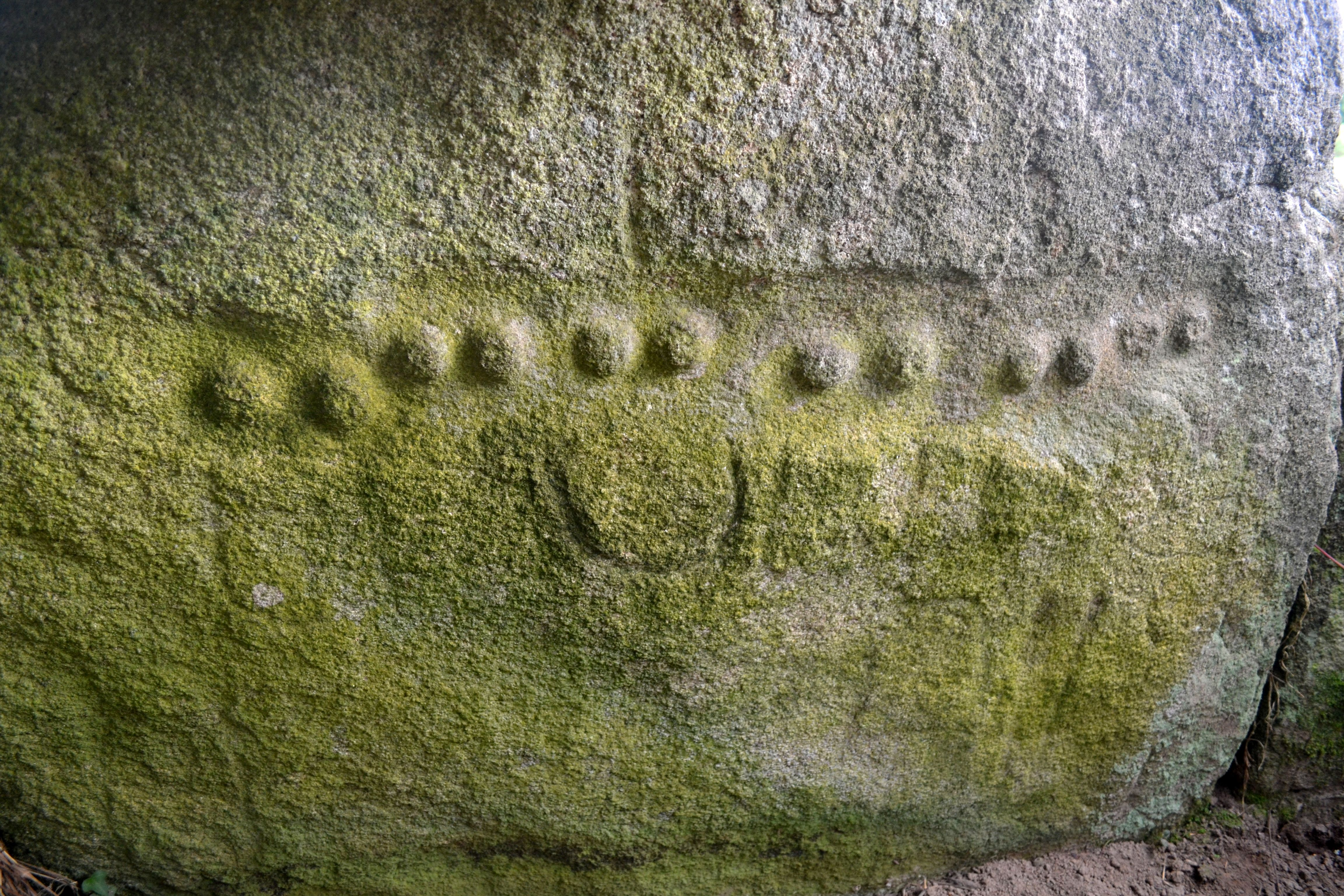
6 paires de seins et collier sur le pilier no 4.

L'orthostate no 4 comporte aussi plusieurs représentations de « palettes ». Le pilier no 2 comporterait aussi une paire de seins mais la dalle ayant été remontée tête-bêche, celle-ci serait désormais enterrée. Quatre piliers comportent des excroissances. Les gravures modernes visibles sur les quatrième et cinquième orthostate relèvent quant à elles du vandalisme.

### Matériel archéologique
Les fouilles sommaires de 1939 auraient mis au jour deux couches de dallage composées de grands blocs, désormais disparus ou réutilisés lors de la restauration de l'édifice. Dans la couche de glaise intermédiaire séparant les deux dallages ont été découverts du matériel lithique et des poteries. Ces objets sont pour partie conservés au syndicat initiative de la ville. Le matériel lithique était constitué de cinq ou six haches polies, voire d'une dizaine, dont une en silex, et d'un poignard en silex type Grand Pressigny. Les poteries se composaient de deux « bouteilles à collerette » (une troisième aurait été emportée préalablement aux fouilles par des archéologues hollandais), un vase type « pot-de-fleurs » et des tessons de vases à fond plat et à fond rond. Les « bouteilles à collerette » (appelées Kragenflaschen) sont « typiques de la céramique mégalithique du Nord de l'Allemagne », des exemplaires ont été retrouvés aux Pays-Bas, au Danemark, en Allemagne du Nord, en Bohême, en Moravie et en Pologne. Elles seraient donc le témoin de contacts entre les côtes de la Manche et celles de la mer du Nord.